# Giorno della mole
Il Mole Day (letteralmente "Giorno della mole", intesa nel significato chimico) è una festa non ufficiale che coinvolge i chimici statunitensi.
Inizia alle 6:02 di mattina e finisce alle 6:02 di sera del 23 ottobre. Questa scelta deriva dal modo statunitense di scrivere le date, che antepone il mese al giorno, diversamente dall'uso europeo; così, il momento di inizio della festa avviene alle 6:02 10/23, ora e data che richiamano il numero di Avogadro ovvero circa 6,02×1023, che indica appunto il numero di molecole contenute in una mole, una delle sette unità di base del Sistema internazionale di unità di misura.
Per celebrare questa giornata, sono organizzate attività finalizzate alla divulgazione del concetto di mole attraverso iniziative di ogni tipo, incentrare anno per anno su un argomento stabilito dalla National Mole Day Foundation, Inc.